# Gottschalkenberg
Il Gottschalkenberg è un passo di montagna tra Canton Zugo e Canton Svitto, non collega veramente delle località, da in cima si può scegliere se scendere a Menzingen, Gschwänd, Fenstersee, o all'altro passo Raten. Scollina a un'altitudine di 1186 m s.l.m.